# Област Мишима
Област Мишима (јап. 三島郡) Mishima-gun се налази у префектури Осака, Јапан.
2009. године, у области Мишима живело је 29.003 становника и густину насељености од 1.730 становника по км². Укупна површина је 16,78 км².

## Вароши
- Шимамото